# Ланаган (Мисури)
Ланаган (енгл. Lanagan) град је у америчкој савезној држави Мисури.

## Демографија
По попису из 2010. године број становника је 419, што је 8 (1,9%) становника више него 2000. године.
| Група             | 2000.       | 2010.       |
| Белци             | 339 (82,5%) | 322 (76,8%) |
| Афроамериканци    | 1 (0,2%)    | 2 (0,5%)    |
| Азијати           | 1 (0,2%)    | 0 (0,0%)    |
| Хиспаноамериканци | 34 (8,3%)   | 45 (10,7%)  |
| Укупно            | 411         | 419         |